# Landschaftsgarten Kammerbusch
Koordinaten: 50° 48′ 21,9″ N, 6° 20′ 34,7″ O

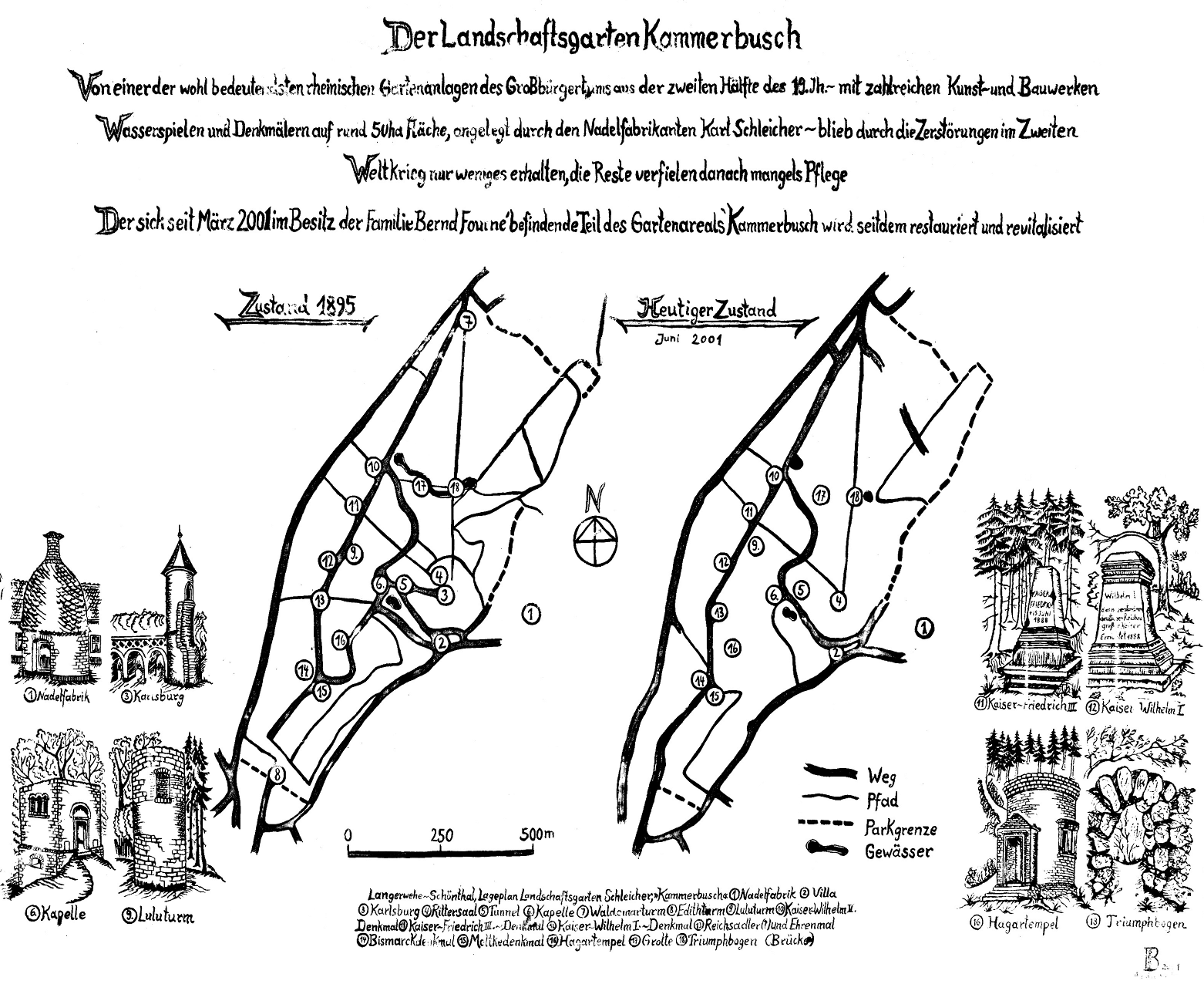
Lageplan des Landschaftsgarten

Der Landschaftsgarten Kammerbusch ist ein 50 ha kleines Waldgebiet bei Langerwehe-Heistern. Ab 1851 legte dort die Familie Schleicher Wege an, platzierte Skulpturen und einige Zierbauten: Karlsburg, St. Anna-Kapelle, Hülsenbergkapelle, Luluturm, Kaiser-Wilhelm-Statue, Bismarckdenkmal, Moltkedenkmal, Grotte, Triumphbogen und Hagartempel.
Seit 2001 gehört der Landschaftsgarten der Familie Fourné.

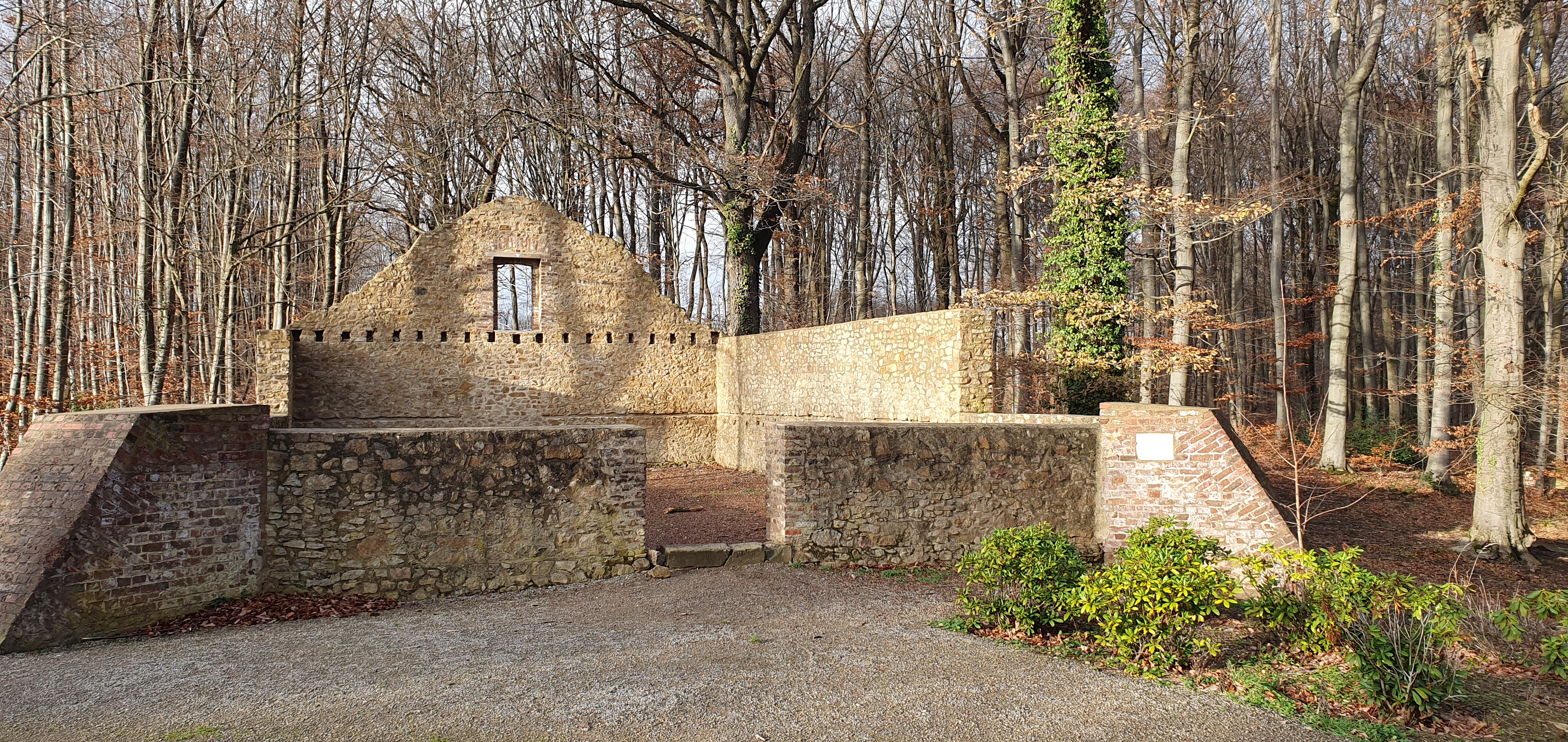
Reste der Karlsburg, ein Rittersaal aus dem 19. Jahrhundert.
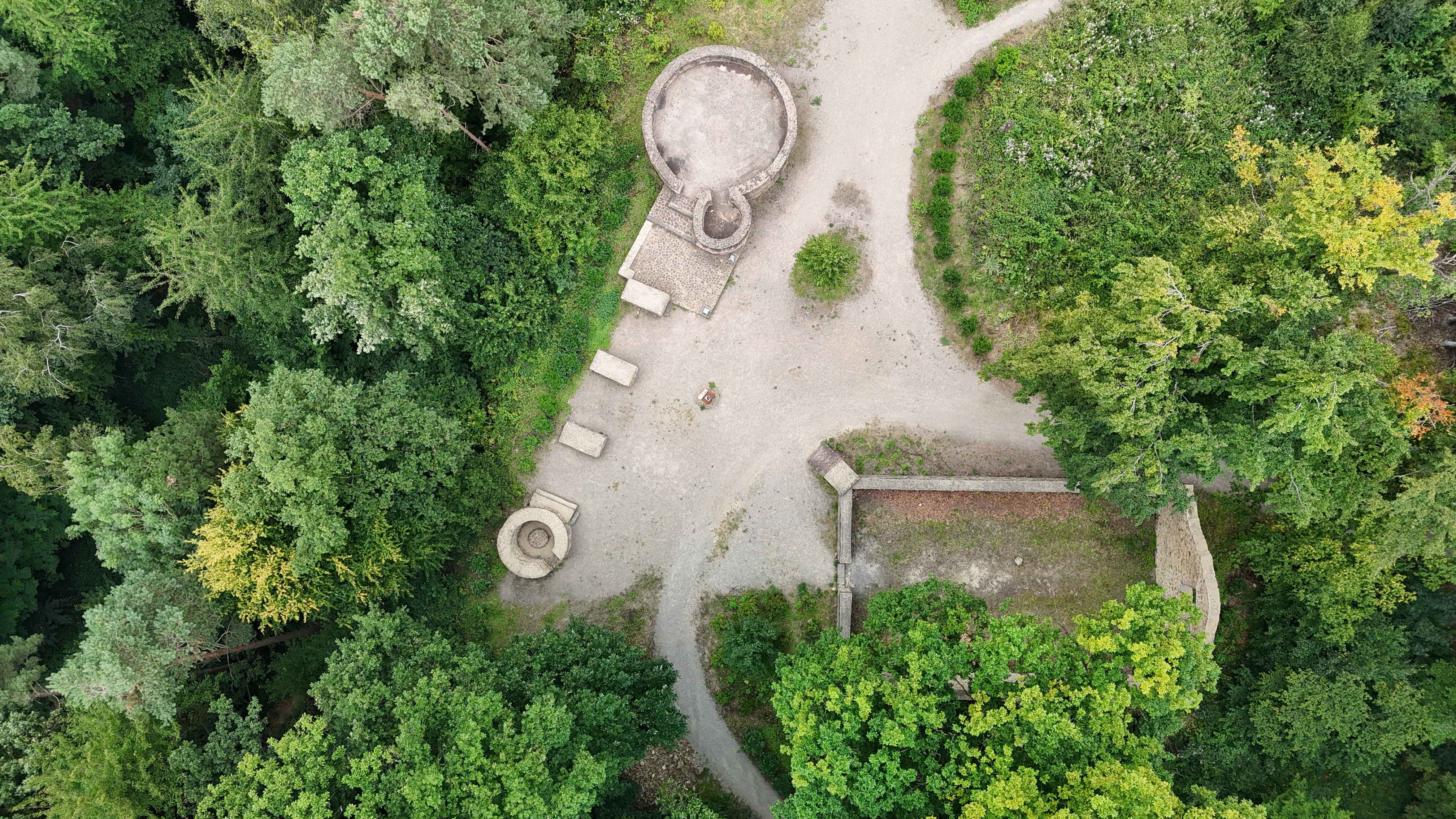
Luftaufnahme der Karlsburg
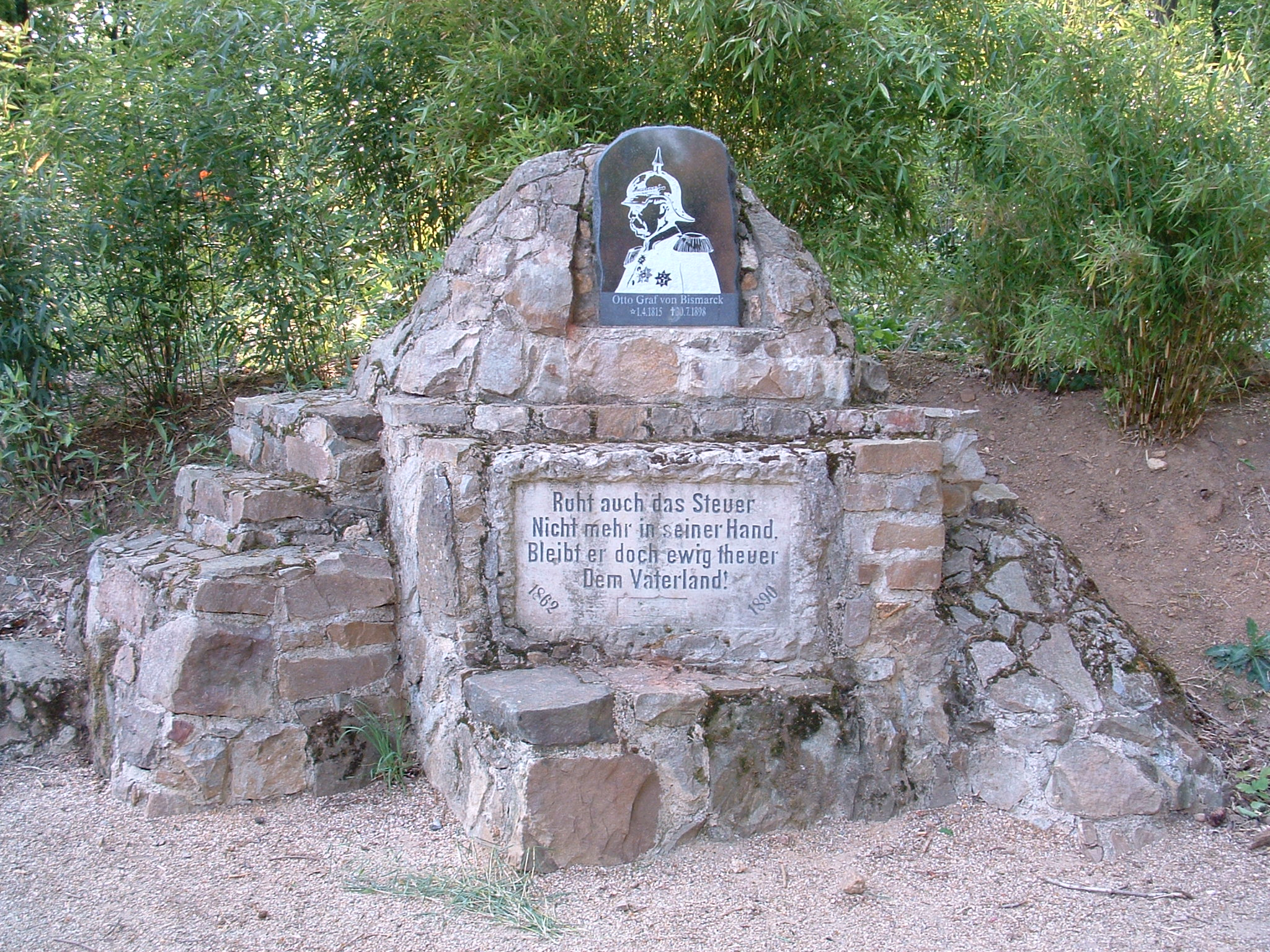
Bismarckdenkmal
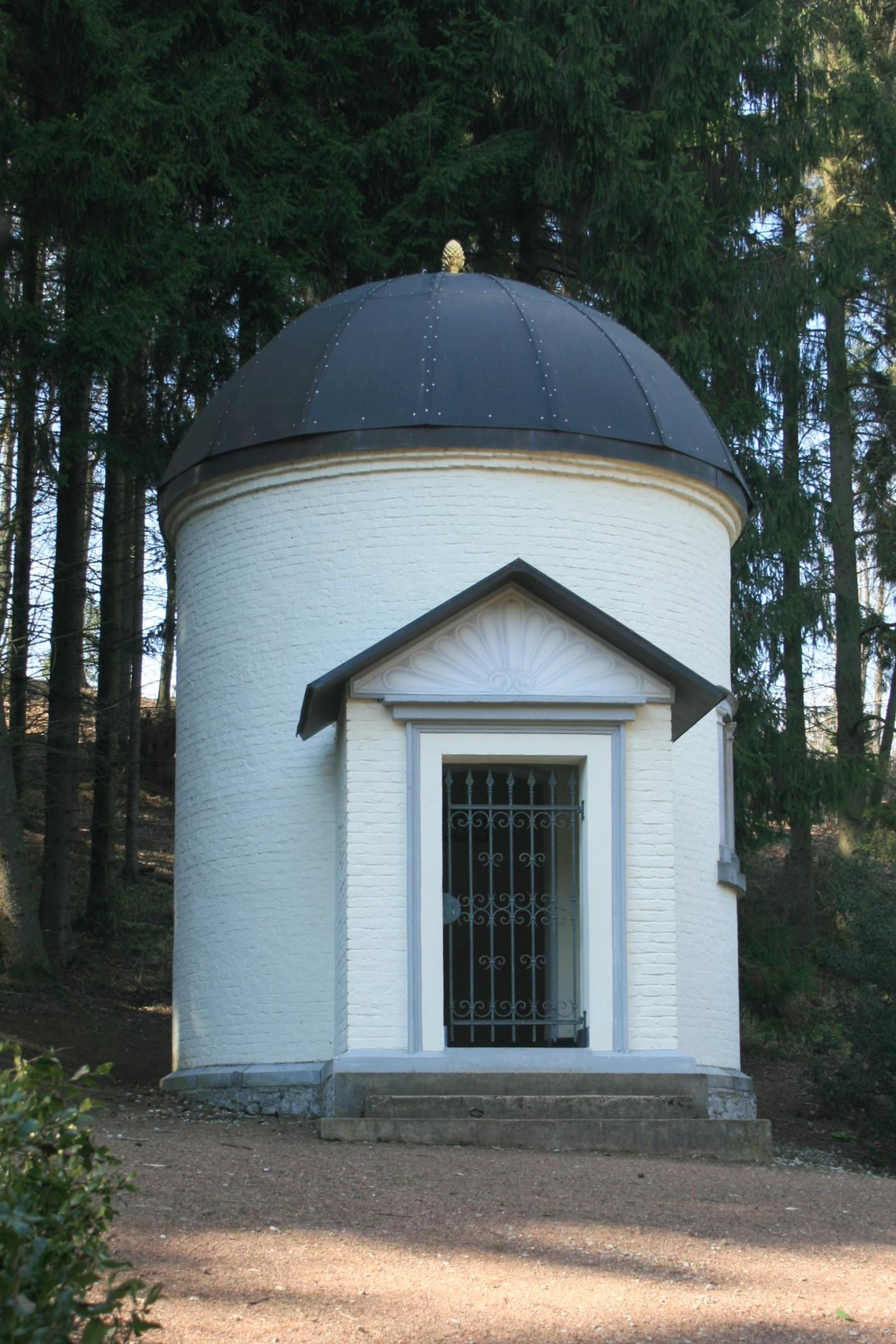
Hagartempel
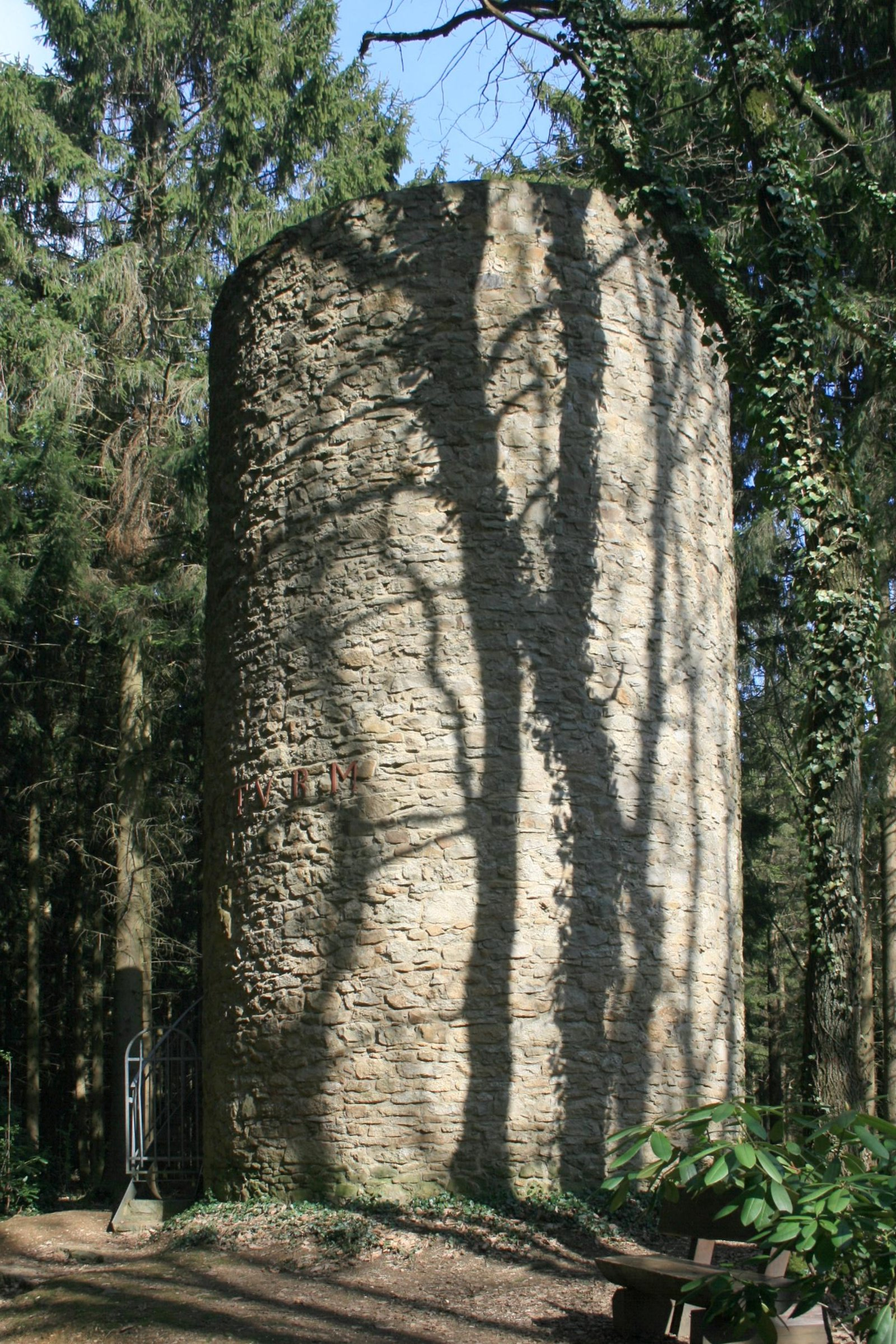
Luluturm